# Psilochorus cordatus
Psilochorus cordatus är en spindelart som först beskrevs av Bilimek 1867.  Psilochorus cordatus ingår i släktet Psilochorus och familjen dallerspindlar. Inga underarter finns listade i Catalogue of Life.